# 9月10日
9月10日是阳历年的第253天（闰年是254天），离一年的结束还有112天。
在英國和北美十三州，因1752年將曆法從儒略曆轉換至格里曆，故該年沒有9月10日。

## 大事记

### 19世紀以前
- 前413年：伯罗奔尼撒战争：历时两年之久的锡腊库扎战役结束。
- 前74年：西汉权臣霍光拥立刘据之孫刘病已为皇帝，是为汉宣帝。
- 1368年：徐达率领的明军逼近大都，元惠宗夜半开健德门北奔逃往上都。
- 1419年：勃艮第公爵无畏的约翰被法國王太子查理（日後的法王查理七世）刺杀。
- 1561年：日本甲斐國大名武田信玄和越後國大名上杉謙信之間，在信濃國川中島地區展開大規模會戰。
- 1721年：俄羅斯沙皇國與瑞典帝國簽訂《尼斯塔德和約》並解束了大北方戰爭，條約要求瑞典割讓愛沙尼亞、利沃尼亞、英格里亞、卡累利阿、普里奧焦爾斯克與維堡予俄羅斯，瑞典帝國解體。

### 19世紀
- 1813年：佩里率领的美国海军在俄亥俄州爆发的伊利湖战役中击败英国皇家海军。
- 1846年：伊莱亚斯·豪（英语：Elias Howe）在美国获得缝纫机专利权。
- 1898年：奧地利伊莉莎白皇后在瑞士日內瓦遭到試圖宣傳行動的無政府主義者盧切尼刺殺身亡。

### 20世紀
- 1919年：在一战中战败的奥地利被迫与协约国签署《圣日耳曼条约》，承认匈牙利、波兰、捷克斯洛伐克和南斯拉夫的独立。
- 1942年：第二次世界大战：英国军队在马达加斯加登陆，马达加斯加战役开始。
- 1943年：二戰：德軍攻占羅馬。
- 1945年：維德孔·吉斯林在挪威法院因叛國罪被判死刑。
- 1945年：中国国共内战“上党战役”开始。
- 1946年：加爾各答的德蕾莎搭乘火車前印度大吉嶺後，決定為印度貧窮民眾服務。
- 1951年：英国开始对伊朗进行经济封锁。
- 1959年：中印邊界問題，蘇聯發表一篇有關呼籲和平調處、但明顯偏袒印度的「中立」聲明，引起中華人民共和國政府不滿。
- 1960年：伊拉克、伊朗、科威特、委内瑞拉、沙特阿拉伯等产油国，为维护本国石油利益，在伊拉克首都巴格达开会，成立了石油输出国组织。
- 1960年：米奇·曼托打击出美国职棒大联盟纪录上最长距离的本垒打，估计有196米。
- 1963年：美國黑人民權運動：20名非洲裔美国人进入阿拉巴马州公立学校就读。
- 1967年：直布羅陀選民在全民投票中選擇繼續成為英國屬土。
- 1974年：葡萄牙共和國承認幾內亞比索之獨立，原葡萄牙殖民地葡屬幾內亞解散。
- 1976年：萨格勒布發生飛機相撞事件，導致176人死亡，史稱札格雷布空難。
- 1978年：一級方程式賽車義大利大獎賽瑞典車手羅尼·彼得森在第一圈起跑遭遇撞車事故，不幸在次日傷重去世。
- 1980年：趙紫陽接替華國鋒出任中國國務院總理。
- 1983年：香港佳寧集團清盤。
- 1985年：儿童安全座椅获得专利授权。
- 1989年：大鴉洲越南船民營爆發霍亂，香港政府當局將船民遷移到喜靈洲。
- 1990年：教宗真福若望·保禄二世为位于科特迪瓦亚穆苏克罗的亚穆苏克罗和平之后大殿祝圣。
- 1996年：联合国大会第50届会议投票通过《全面禁止核试验条约》。
- 1998年：中国东方航空586号班机在起飞后因起落架故障迫降上海虹桥国际机场，机上137人全部生还。
- 2000年：香港舉行第二屆立法會選舉。當天的地區選舉投票率達43.57%，而功能界別選舉的投票率則達56.50%。
- 2000年：英國軍隊釋放被好戰組織西部男孩俘虜的士兵和平民，促使獅子山內戰結束。

### 21世紀
- 2001年：日本發現瘋牛病個案。
- 2002年：長期採取武裝中立的瑞士決定加入成為聯合國會員國，並獲得聯合國大會通過決議案。
- 2003年：瑞典外相安娜·林德在斯德哥爾摩購物時遇刺，翌日逝世。
- 2008年：歐洲核子研究組織在瑞士日內瓦的大型強子對撞機測試運轉，為世界上最大的粒子加速器。
- 2009年：英國首相戈登·布朗代表英國政府向當年因身為同性戀而受到迫害並自殺的計算機科學奠基人艾倫·圖靈道歉。
- 2014年：美國加利福尼亞州議會通過一項新法案，決議往後加利福尼亞州州內將禁止販售搭配有可拆卸彈匣的半自動步槍。
- 2014年：法國艾克斯-馬賽大學研究團隊報告，已用鍺元素首先製成像石墨烯一般的單原子層厚度奈米材料，稱為鍺烯。
- 2015年：科學家李·羅傑斯·伯格（英语：Lee Rogers Berger）研究團隊宣佈在南非的一個洞穴中發現新的古人類化石，並命名為納萊蒂人（Homo naledi）。
- 2020年：世界自然基金會發表《地球生命力報告2020》，指出從1970年以來地球上的野生脊椎動物數量已減少超過三分之二。

## 出生
- 920年：路易四世，西法蘭克王國加洛林王朝國王，綽號「海外歸來者」（954年逝世）
- 1385年：黎利，越南後黎朝開國君主，後人稱黎太祖（1433年逝世）
- 1487年：教宗儒略三世，羅馬主教（1555年逝世）
- 1659年：亨利·普賽爾，巴洛克時期英格蘭作曲家（1695年逝世）
- 1714年：约梅利，義大利作曲家，那不勒斯樂派主要代表人物之一（1774年逝世）
- 1753年：约翰·索恩，英國建築師，以新古典主義建築聞名（1837年逝世）
- 1787年：约翰·J·克里滕登，美國政治家，曾任司法部長、肯塔基州州長、聯邦眾議員、聯邦參議員（1863年逝世）
- 1793年：哈麗特·阿巴斯諾特，英國日記作者、社會觀察家（1834年逝世）
- 1821年：澤維士，英國殖民地總督、軍人（1897年逝世）
- 1839年：查尔斯·桑德斯·皮尔士，美國化學家、哲學家，數學、研究方法論、科學哲學、知識論和形上學改革者（1914年逝世）
- 1857年：詹姆士·愛德華·凱勒，美國天文學家（1900年逝世）
- 1866年：耶珀·奥克亚，丹麥詩人、小說家，丹麥文學『日德蘭運動』領導者（1930年逝世）
- 1886年：希尔达·杜利特尔，美國詩人、小說家，意象主義運動中心人物之一（1961年逝世）
- 1890年：莫蒂默·惠勒，英國考古學家（1976年逝世）
- 1892年：阿瑟·康普頓，美國物理學家，1927年諾貝爾物理學獎得主（1962年逝世）
- 1893年：瑪莉亞·德·傑蘇斯，葡萄牙超級人瑞（2009年逝世）
- 1896年：葉挺，中國軍事家（1946年逝世）
- 1896年：阿黛爾·雅士提，美國舞蹈家、舞台演員、歌手（1981年逝世）
- 1897年：喬治·巴代伊，法國哲學家（1962年逝世）
- 1897年：奥托·施特拉塞爾，德國政治人物（1974年逝世）
- 1913年：巴沙帕·達納帕·賈蒂，印度政治人物（2002年逝世）
- 1914年：羅伯特·怀斯，美國好萊塢導演、製作人（2005年逝世）
- 1925年：瑪爾特·戈蒂耶，法國醫生，唐氏綜合症病因發現者（2022年逝世）
- 1926年：戴逸，中國歷史學家（2024年逝世）
- 1929年：阿诺德·帕尔默，美國職業高爾夫球手（2016年逝世）
- 1931年：廖慶齊，香港太空館創建人暨首任館長（2014年逝世）
- 1933年：卡爾·拉格斐，德裔巴黎時尚設計師、藝術家、芬迪品牌創始人（2019年逝世）
- 1937年：賈德·戴蒙，美國演化生物學家、生理學家、生物地理學家、非小說類作家
- 1941年：橫井軍平，日本遊戲設計師（1997年逝世）
- 1941年：史蒂芬·古爾德，美國古生物學家、演化生物學家與科學史學家、科普作家（2002年逝世）
- 1941年：克利斯朵夫·霍格伍德，英國指揮家、羽管鍵琴演奏者（2014年逝世）
- 1943年：丹尼爾·祖希特，美國演員
- 1943年：尼爾·唐納·沃許，美國作家
- 1945年：理查德·穆莱恩，美國太空人
- 1946年：吉姆·海因斯，美國男子田徑運動員，首位突破10秒大關的選手（2023年逝世）
- 1946年：米谢勒·阿利奥-玛丽，法國史上首位女性外交部長，首位女性國防部長、內政部長
- 1948年：鲍勃·拉尼尔，美國NBA聯盟前職業籃球運動員（2022年逝世）
- 1948年：張承志，中國作家
- 1948年：東尼·葛里夫，法國電影導演
- 1948年：查爾斯·西蒙尼，美國程式設計師
- 1949年：歐陽菲菲，台灣女歌手
- 1952年：李焜耀，台灣企業家
- 1954年：潘安邦，台灣歌手（2013年逝世）
- 1958年：克里斯·哥伦布，美國電影導演
- 1960年：，英國男演員
- 1961年：阿爾韋托·努涅斯·費霍，西班牙政治人物
- 1962年：米哈伊爾·米津采夫，俄羅斯陸軍將領
- 1963年：藍迪·強森，美國職棒大聯盟投手，綽號巨怪
- 1963年：迪克·科斯特洛，美國企業家，前任Twitter執行長
- 1964年：馬雲，中國企業家，阿里巴巴集團董事局主席
- 1965年：吳永培，臺灣稻米培育專家（2023年逝世）
- 1965年：梁榮忠，香港演員
- 1966年：齊藤由貴，日本女演員、歌手
- 1968年：，英國電影導演、編劇
- 1968年：安德雷斯·赫尔佐格，奧地利職業足球運動員
- 1969年：杜雯惠，香港演員
- 1971年：櫻井智，日本女性聲優（2025年逝世）
- 1971年：加达·舒阿，敘利亞女子田徑運動員
- 1972年：薩爾瑪·梅爾蓋利斯，美國廚師、商人
- 1974年：，美國NBA職業籃球運動員
- 1974年：米爾科·菲利波維奇，克羅埃西亞職業綜合格鬥家、踢拳手、業餘拳擊手
- 1976年：蔣友柏，台灣企業家
- 1976年：古斯塔沃·库尔滕，巴西職業網球運動員
- 1977年：林嘉綺，台灣模特兒
- 1981年：葉翠翠，香港演員
- 1982年：鄧智堅，香港男演員、編劇、導演、配音員及戲劇導師
- 1983年：菲利普·班菜克，捷克歌劇演唱家
- 1984年：真堂圭，日本女性聲優
- 1985年：王子寧，台灣主持人
- 1985年：李晟，中國演員
- 1985年：杜江，中國演員
- 1985年：沈國強，香港足球運動員
- 1985年：上木彩矢，日本女歌手
- 1985年：松田翔太，日本男演員
- 1985年：劳倫·科斯切爾尼，法國足球運動員
- 1986年：內博貴，日本藝人
- 1986年：酒井蓝，日本藝人
- 1987年：谷村奈南，日本流行音樂女歌手
- 1987年：麥迪娜，中國女演員
- 1988年：可可·羅恰，加拿大超級名模
- 1989年：张碧晨，中國女歌手
- 1989年：马特·里奇，蘇格蘭職業足球運動員
- 1990年：韋佳宏，台灣歌手
- 1991年：許皓翔，台灣男演員
- 1991年：R-指定，日本饒舌歌手、演員，雙人嘻哈組合Creepy Nuts成員
- 1992年：普拉克·帕尼，泰國演員、模特兒、歌手
- 1993年：薩姆·克爾，澳洲女子足球員。
- 1995年：曹恩愛，韓國女子偶像團體SONAMOO成員
- 1995年：簡祐哲，臺灣男子籃球運動員
- 1995年：傑克·格拉利什，英國職業足球運動員
- 1998年：田中碧，日本職業足球運動員
- 2002年：金村美玖，日本女子偶像團體日向坂46成員
- 2002年：高尾奏音，日本女性聲優
- 2002年：李泳知，韓國饒舌歌手
- 2003年：洛克·西米奇，克羅埃西亞職業足球運動員
- 生年不詳：李潤知，香港女配音員

## 逝世
- 1167年：玛蒂尔达皇后，神聖羅馬皇后（1102年出生）
- 1308年：後二條天皇，日本第94代天皇（1285年出生）
- 1382年：拉約什一世，匈牙利國王、波蘭國王（1326年出生）
- 1419年：無畏的約翰，勃艮第公爵（1371年出生）
- 1504年：菲利貝托二世，薩伏依公爵（1480年出生）
- 1586年：高橋紹運，日本戰國武將（1548年出生）
- 1669年：法蘭西的亨利埃塔·瑪麗亞，英格蘭王后（1609年出生）
- 1694年：徐乾学，清初政治人物（1631年出生）
- 1797年：瑪麗·沃斯通克拉夫特，英國作家、哲學家、女性主義者（1759年出生）
- 1800年：約翰·大衛·肖普夫，德國植物學家、動物學家、醫生（1752年出生）
- 1842年：萊蒂茨亞·克里斯汀·泰勒，美國第一夫人（1790年出生）
- 1866年：格奧爾格·弗里德里希·馮·耶格爾，德國醫生、古生物學家（1785年出生）
- 1898年：伊丽莎白，奧地利皇后（1837年出生）
- 1908年：木下嘉七郎，日本醫學家（1873年出生）
- 1915年：竇納樂，英国外交官（1852年出生）
- 1935年：休伊·皮尔斯·朗，美國政治人物，前任路易斯安那州州長及聯邦參議員（1893年出生）
- 1937年：路景荣，中华民国国民革命军将领（1902年出生）
- 1945年：石川欽一郎，日本畫家（1871年出生）
- 1948年，斐迪南一世，保加利亞王國首任沙皇（1861年出生）
- 1975年：喬治·湯姆森，英國物理學家，1937年諾貝爾物理學獎得主（1892年出生）
- 1976年：，美國編劇、導演、小說家（1905年出生）
- 1983年：費利克斯·布洛赫，瑞士物理學家，1952年諾貝爾物理學獎得主（1905年出生）
- 2000年：詹·孔諾雍，泰國八戒女（1909年出生）
- 2000年：筠子，中國歌手（1973年出生）
- 2006年：陶法阿豪·圖普四世，東加國王（1918年出生）
- 2011年：曾近榮，香港演員（1927年出生）
- 2018年：保羅·維希留，法國文化理論家、都市計畫師、美學哲學家（1932年出生）
- 2021年：若熱·桑帕約，葡萄牙政治人物，第18任葡萄牙總統（1939年出生）
- 2021年：夏爾·科南·班尼，象牙海岸經濟學家、政治家，第7任象牙海岸總理（1942年出生）
- 2022年：威廉·克萊因，美國攝影師、電影導演（1928年出生）
- 2023年：伊恩·威爾穆特，英國胚胎學家（1944年出生）
- 2024年：尚慕傑，美國政治人物、律師，前任田納西州聯邦參議員（1936年出生）

## 节假日和习俗
- 世界自殺防治日
- 中华人民共和国：教師節
- ：兒童節
- 直布罗陀：國慶日（英语：Gibraltar National Day）